# Museo Fragonard de Alfort
El Museo Fragonard de Alfort (del francés: Musée Fragonard d'Alfort), o simplemente Musée Fragonard, es un museo de singularidades anatómicas situadas en la École Nationale Vétérinaire de Maisons-Alfort, 7 avenue du Général de Gaulle, en Maisons-Alfort, un suburbio de París, Francia. Está abierto varios días por semana en los meses más frescos; se cobra un honorario de admisión.

## Historia
La "École Nationale Vétérinaire de Maisons-Alfort" es una de las escuelas de veterinaria más antiguas del mundo, y el museo, un gabinete de curiosidades, fue creado en 1766 con la escuela, se encuentra entre los más antiguos de Francia. Se abrió a la visita del público en general en el año 1991, y actualmente consiste en tres salas que albergan una gran colección de singularidades y disecciones anatómicas, la mayoría de entre el siglo XIX a principios de siglo XX. Además de esqueletos animales hay disecciones, tal como un cochinillo exhibido en la sección representativa. El museo contiene una colección substancial de monstruosidades (teratología) que incluyen a un gemelo siamés de cordero, un becerro de dos cabezas, oveja de 10 patas, y un potro con un ojo enorme.

## Descripción
La mayoría de los asombrosos objetos que exhibe el museo son los famosos "écorchés" (figuras desolladas) preparados por Honoré Fragonard, el primer profesor de anatomía de la escuela, designado en 1766 y expulsado de la escuela en 1771 como loco. Su especialidad era la preparación y la preservación de cadáveres desollados, de los cuales preparó unos 700 ejemplares. Solamente permanecen 21; todos están en exhibición en la última sala del museo. Estos objetos expuestos incluyen:
- El jinete del Apocalipsis - basado en el grabado de Albrecht Dürer, y consiste en un hombre sobre un caballo, ambos desollados, rodeados de una multitud de pequeños fetos humanos cabalgando ovejas y fetos de caballos.

- Monos - un pequeño mono, palmeando, acompañado por otro mono que lleva una nuez en la mano.

- El hombre con una Mandíbula - inspirado por Sansón atacando a los filisteos con una quijada de asno.

- Fetos humanos bailando - tres fetos humanos, expuestos en actitud dinámica, con las arterias inyectadas con cera.

- Pecho de cabra - el tronco de una cabra y su cabeza disecados.

- Cabeza Humana - con los vasos sanguíneos inyectados con cera coloreada; azul para las venas, rojo para las arterias.

- Disección de un brazo humano - un objeto expuesto para la enseñanza, con los músculos y los nervios separados, y los vasos sanguíneos inyectados con cera coloreada (azul para las venas, roja para las arterias).

Algunos detalles del "Musée Fragonard de l'École vétérinaire de Maisons-Alfort".

Detalles
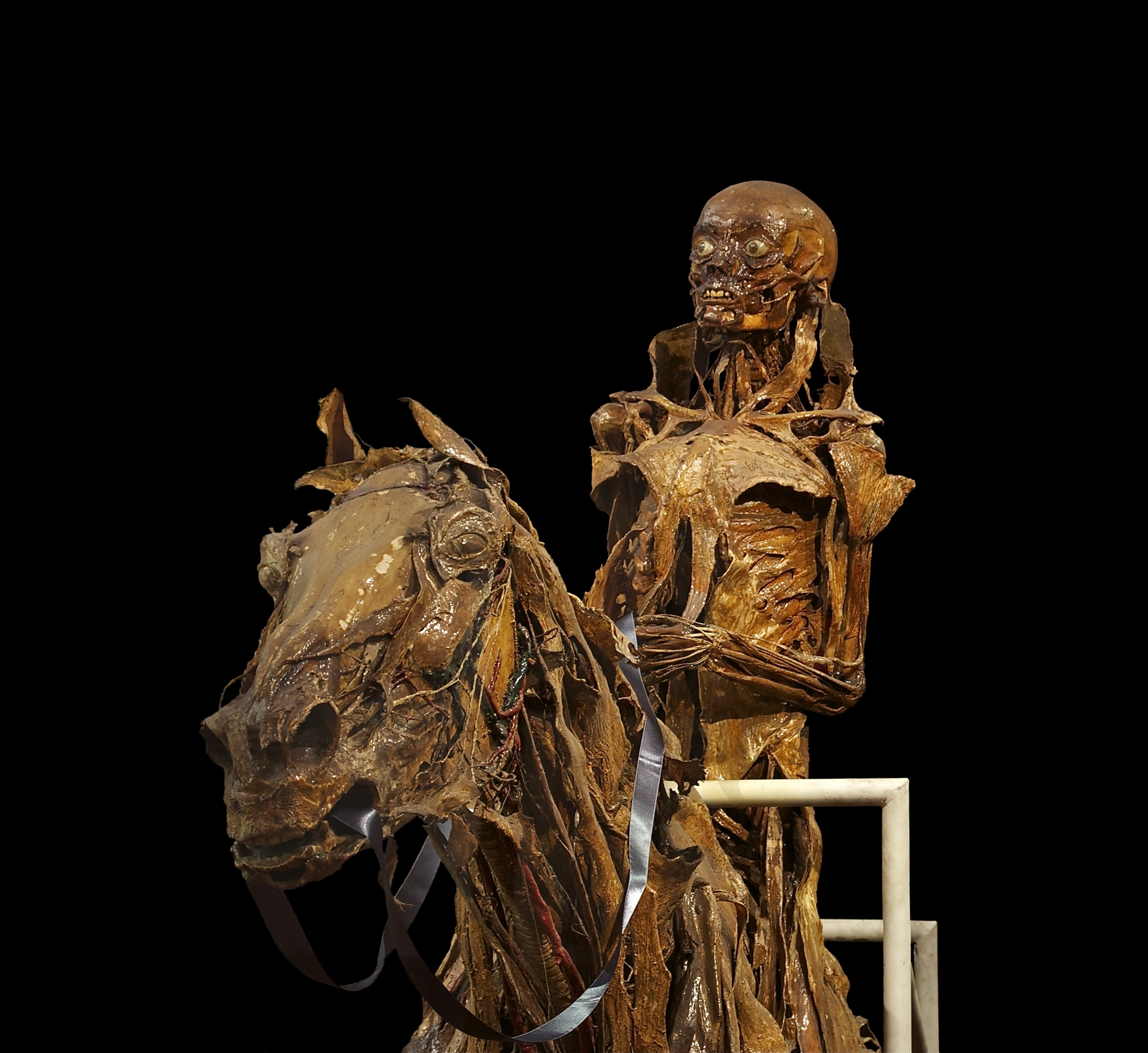
Ecorché "jinete del Apocalipsis" de un caballo y su jinete por el anatomista Honoré Fragonard, dos de los cadáveres en exhibición en el museo.
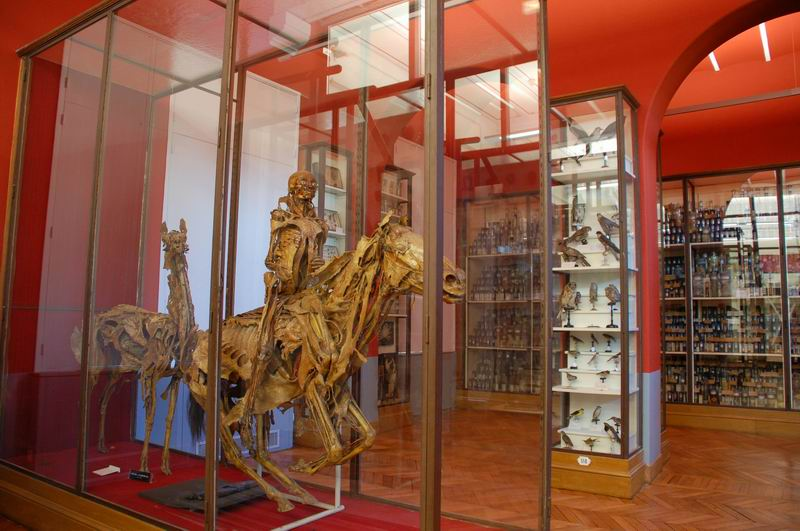
El jinete del Apocalipsis, en el gabinete de curiosidades.
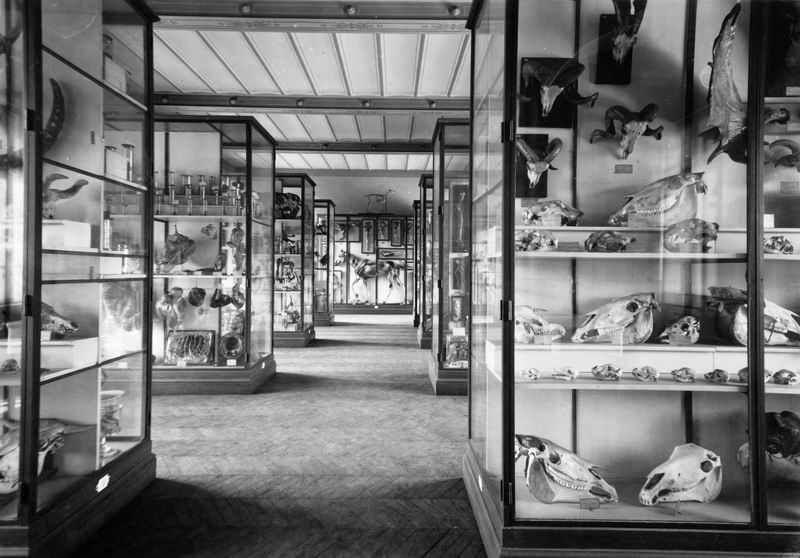
La primera sala del museo en 1920, antes de la renovación.
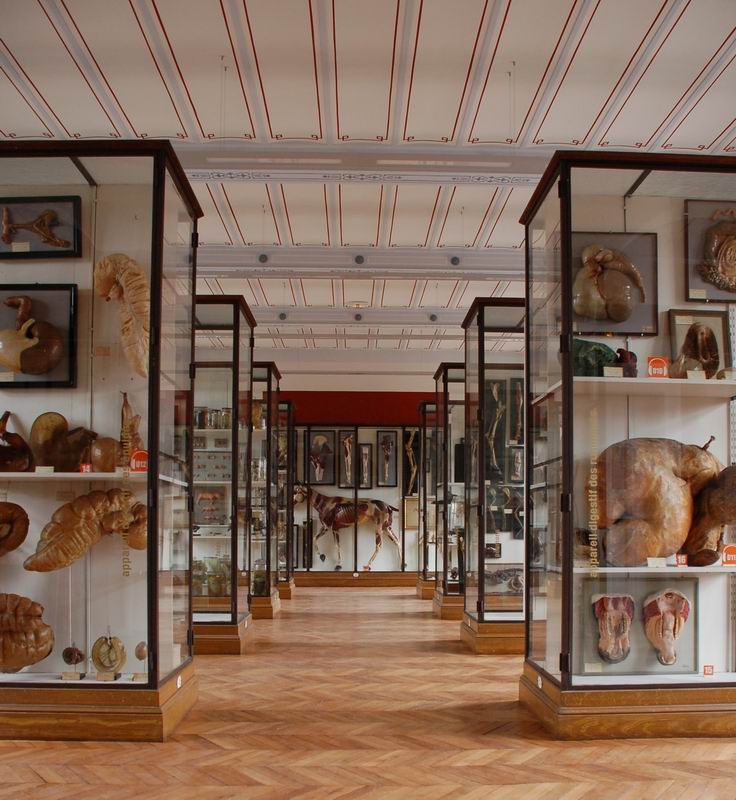
La primera sala del museo en 2009, después de la renovación.